# Werner Jernström
Karl Werner Jernström (Estocolm, 5 de gener de 1883 – Estocolm, 29 d'abril de 1930) va ser un tirador suec que va competir a començaments del segle xx.
El 1912 va prendre part en els Jocs Olímpics d'Estocolm, on va disputar quatre proves del programa de tir. En la prova de rifle militar per equips guanyà la medalla de bronze. En la de rifle lliure, 600 metres fou sisè, mentre en les altres dues proves disputades aconseguí resultats més discrets.
Vuit anys més tard, als Jocs d'Anvers, va disputar dues proves del programa de tir. Destaca la cinquena posició en la competició de rifle militar 300 metres, bocaterrosa per equips.